# 1719 Jens
1719 Jens eller 1950 DP är en asteroid i huvudbältet, som upptäcktes 17 februari 1950 av den tyske astronomen Karl Wilhelm Reinmuth i Heidelberg. Den har fått sitt namn efter ett av upptäckarens barnbarn.
Asteroiden har en diameter på ungefär 21 kilometer.